# Ján Pivarník
Ján Pivarník (Cejkov, 13 de novembro de 1947) é um ex-futebolista profissional e treinador eslovaco que atuava como defensor.

## Carreira
Ján Pivarník fez parte do elenco da Seleção Checoslovaca de Futebol, na Copa de 70 e nas Euro de 1976.

## Títulos
- Eurocopa: 1976